# Региональные выборы в Калабрии (1985)
Региональные выборы 1985 года в Калабрии — 4-е выборы Совета и президента Калабрии, проводившиеся 12—13 мая. Победу одержала Христианско-демократическая партия, набравшая около 462 тысяч голосов.

## Явка избирателей
На выборах проголосовало более 1,1 млн человек. Явка составила 78,70 % (на 1,63 % меньше, чем в 1980 году).

## Результаты выборов
| Партии                                              | %     | Голоса    | Места |
| --------------------------------------------------- | ----- | --------- | ----- |
| Христианско-демократическая партия                  | 39    | 462 298   | 16    |
| Итальянская коммунистическая партия                 | 24,25 | 287 436   | 10    |
| Итальянская социалистическая партия                 | 17,87 | 211 891   | 8     |
| Итальянское социальное движение                     | 6,38  | 75 624    | 2     |
| Итальянская демократическая социалистическая партия | 5,67  | 67 228    | 2     |
| Итальянская республиканская партия                  | 3,31  | 39 285    | 1     |
| Пролетарская демократия                             | 1,44  | 17 127    | 1     |
| Итальянская либеральная партия                      | 0,69  | 8225      | 0     |
| Прочие партии                                       | 1,38  | 16 305    | 0     |
| Итого                                               | 100   | 1 185 419 | 40    |